# 한국화

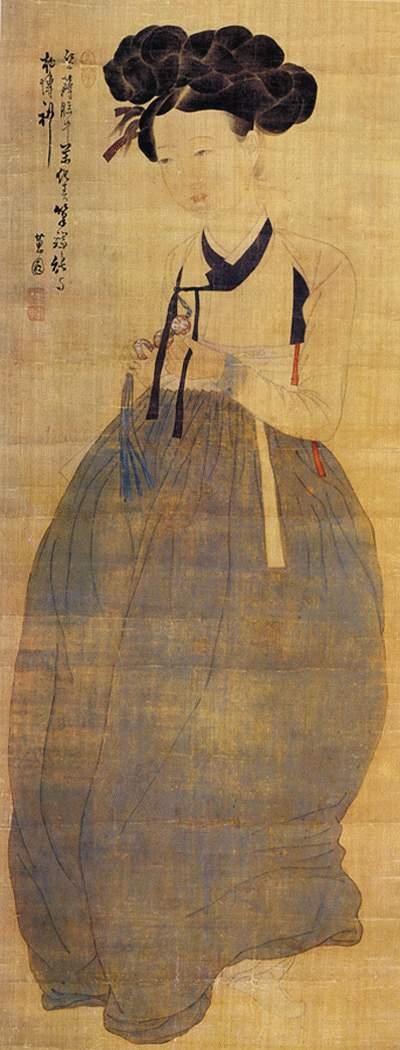
조선의 화가 신윤복의 그림.

한국화(韓國畵)는 근대 이후에 한국의 전통적인 기법과 양식으로 그려진 그림을 서양화와 구별하기 위해 부르는, 대한민국에서 사용되는 용어이다. 대한민국에서 보통 동양화(東洋畵)라고 하면 한국화를 의미한다. 조선민주주의인민공화국에서는 조선화(朝鮮畫)라고 부른다. 빛의 변화를 사용하는 근대 컨셉 미술처럼 오래된 미술을 포함한다. 붓으로 작업하는 캘리그라피는 유화에서 종종 나타나기도 한다.

## 개요
한국인의 사상과 생활이 바탕이 되어 이루어진 것으로 화론(畵論)과 화법이 서구의 것과는 판이하다. 공간에 대한 생각이 한국인 특유의 것 중의 하나인데, 화면 즉 평면 위에 먹을 주로 하는 선을 사용하여 그림을 그리되 여백을 중시하는 방법이 바로 이것이다. 화면을 그저 종이나 비단으로 생각하는 것이 아니고 무한한 공간의 일부로 생각한다. 이곳에 선형체(線形體)를 배치나 구성하는 것으로 공간감(空間感)을 화면에 도입했다고 말할 수 있다. 기운생동(氣韻生動)을 그림의 지상과제로 삼는데, 이는 공간감 즉 무한감의 구현 여부를 말하는 것이다. 이런 궁극의 목적을 이루기 위하여 선으로 그린다고 하였다. 그 이유는 선 형태야말로 작가의 심성 발로가 정확하며 공간과의 연결이 쉽도록 간격이 많아서 이를 택한다는 것이다. 한국화의 주요 특성은 이 두 가지 공간감과 선 형체인 것이다. 이는 바로 동양철학에 기본을 두었기 때문에 필연적인 동양의 회화양식 곧 그림의 한 양식인 것이다. 대별하여 동양화에 두 개의 종파가 있는데 하나는 남종화(南宗畵)요 또 하나는 북종화(北宗畵)이다. 흔히 남화·북화로 약칭하는 그것이다. 정신면은 물론이요 화법도 서로 다른 점이 있다.
조선 중엽의 겸재 정선이나 혜원 신윤복, 단원 김홍도 등이 한국의 산수·풍속 등을 사생하여 고유한 것을 이루었다. 또 전문적인 그림 공부를 쌓지 않고 그림에 손댄 이들이 많은 데 이것은 민화(民畵)라고 전해지며 그 천진난만한 세계는 한국의 민족성을 잘 구현하고 있다. 이것도 모필선(毛筆線)으로 된 형태에 색을 칠한 것으로 편화(便化)한 흔적이 많은 장식적 그림들로, 한국 특유의 것이다.

## 분류

### 남종화
선불교(禪佛敎) 남종선(南宗禪)의 기본 사상인 돈오(頓悟)가 그대로 남종화(南宗畵)의 정신이다. 그러므로, 그림의 기술보다는 휘호자(揮毫者)의 정신과 교양을 더 중시하며, 이것이 이루어진 연후에 작화(作畵)할 때 격조 놓은 작품을 얻을 수 있다고 생각하는 것이다. 남화는 문인·사대부 간에 여기(余技)로 행해지는 문인화와 통하는 점이 많아서 문인들의 비호하는 바가 많았다. 예를 들어 '상남폄북설(尙南貶北說)' 같은 것은 명대의 동기창(董其昌), 막시룡(莫是龍) 등이 제창한 것으로 남화의 우위성을 강조한 것이다.

### 북종화
북종화(北宗畵)는 선(禪)의 북종(北宗)과 연관성 있는 생각으로 점오(漸悟)의 길을 걷는다. 화가가 품격 높은 그림을 이루려면 먼저 화기를 기초서부터 수련하여 점점 그 기(技)와 식견이 이루어져 세련됨을 기대해야 한다는 것이다. 궁극은 높은 품격의 그림을 얻자는 것이 남화의 생각과 같은 것이지만, 학화 과정(學畵過程)과 이에 임하는 정신적 태도를 좀 달리 한다.

### 불교 회화
전국의 불교 사찰과 암자는 큰 아이콘 이미지부터 경전 삽화, 유명한 승려의 일화와 초상화까지 다양한 민속화의 풍부한 아카이브를 가지고 있다. 이러한 사찰 회화는 단순한 구성과 밝은 색상으로 유명하다.

### 유교 회화
이 범주의 민속화는 충과 효의 인기 주제, 유명 학자의 생애 이야기, 뛰어난 학문적 성취와 성공적인 관직 경력을 상징하는 용으로 변신하는 잉어를 묘사한 그림 등을 포함한다.

### 장식화
고대 민속화의 대다수는 장식 목적으로 사용되었다. 이러한 그림들은 일반적으로 인기 있는 모티프를 반복하며 상대적으로 기법이 부족하지만, 샤머니즘, 도교, 불교, 유교 등 다양한 신앙을 조화시키는 국가의 종교 전통을 증명한다.

## 고구려 시대

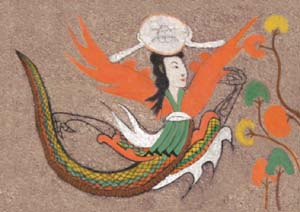
무덤에 그려진, 달의 여신을 묘사한 그림.

고구려 예술은 주로 무덤 벽화에 보존되어 있으며, 그 이미지의 활기찬 표현으로 유명하다. 고구려 무덤과 다른 벽화에서는 세밀하게 묘사된 예술을 볼 수 있다. 많은 예술 작품이 독창적인 화풍을 가지고 있다.
고구려 무덤 벽화는 고구려 시기인 기원전 37년에서 기원후 668년 사이, 약 기원후 500년경에 제작되었다. 이 웅장하고 여전히 강한 색감을 가진 벽화들은 당시의 일상 생활과 한국 신화를 보여준다. 2005년까지 평양 근처의 대동강 유역, 황해남도 안악 지역에서 주로 70개의 벽화가 발견되었다.

## 고려시대
고려 시대에는 불교를 위한 특별한 그림들이 제작되었다. 관음보살 그림은 특히 그 우아함과 영성으로 주목받는다. 고려의 주요 가문들의 후원으로 정교하고 세밀한 불교 성인이나 승려의 그림과 같은 높은 품질의 불교 그림들이 제작되었다.
고려의 공민왕(1330-1374)은 이 시기의 중요한 화가였다. 궁정 화가였던 이령과 학자 화가였던 이제현은 불교 전통 외에도 중요한 고려 예술가로 간주된다.

## 조선시대

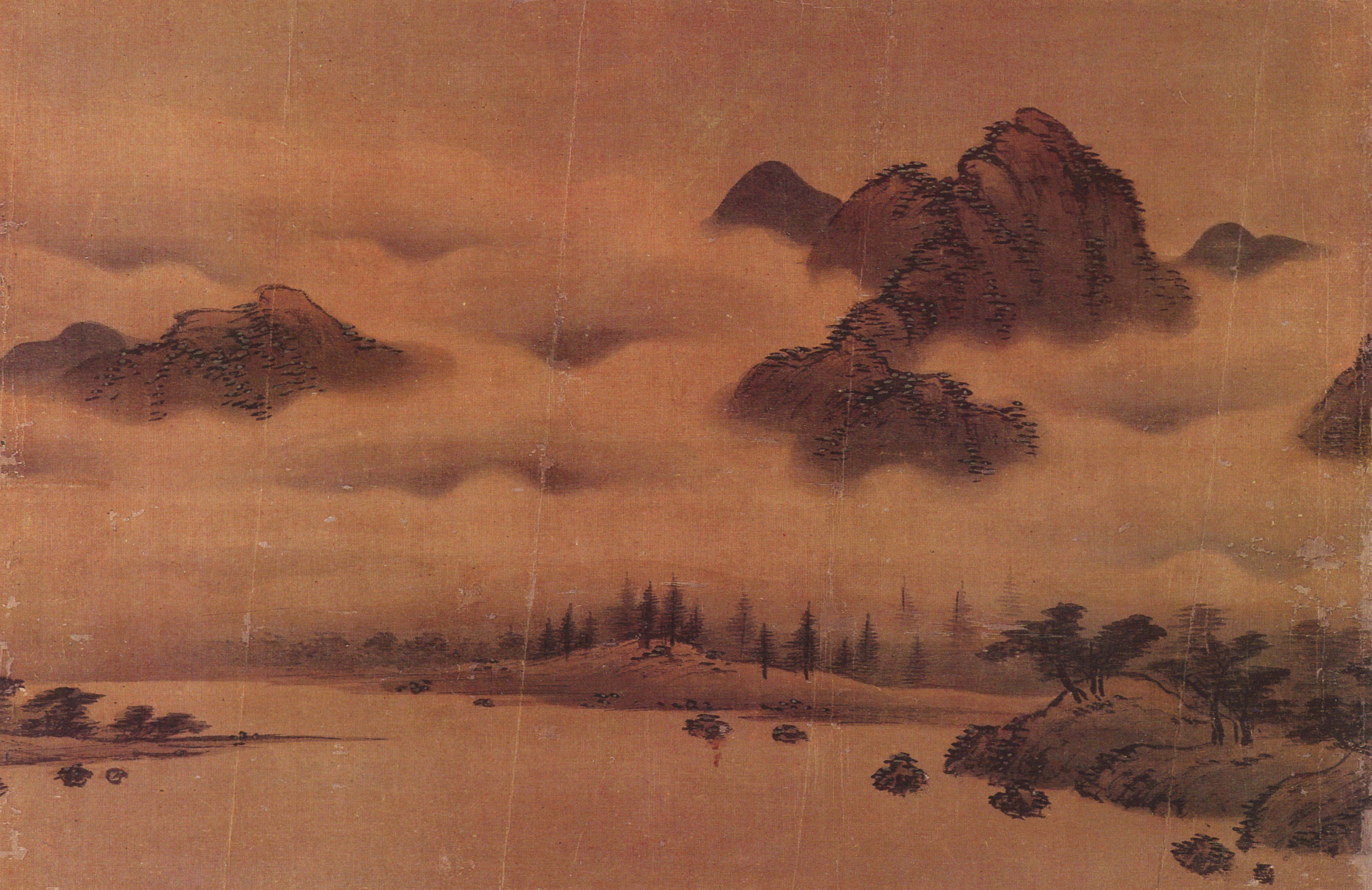
15세기 후반 서문보의 조선 초기 풍경화.

유교의 영향력이 이 시기에 불교를 능가했으나 불교 요소는 여전히 남아 있었고 불교 미술이 쇠퇴했다는 것은 사실이 아니다. 불교 미술은 계속되었고 장려되었지만, 조선 왕조의 예술 중심지나 공공의 취향에 의해 장려되지는 않았다. 그러나 사적인 가정이나 조선 왕조의 여름 별궁에서는 불교 미술의 단순함이 크게 평가되었다. 다만 이는 도시화된 예술로 간주되지 않았다.
조선 왕조로 이어지는 과도기 동안 일부 한국 불교 화가들은 일본으로 떠났다. 이수문(1400?–1450?)은 일본 소가파의 창시자로 간주되며, 1424년 한국에서 일본으로 돌아오는 소코쿠지의 승려 화가 슈분과 함께 배를 탔던 동료였다. 일본 전통에 따르면 이수문은 그의 '메기와 표주박' 그림이 매우 뛰어나 쇼군 요시모치가 그를 전설적인 화가 조세츠의 아들로 명명했다. 이수문은 일본에서 리 슈분 또는 한국 슈분으로 알려졌으며, 일본 선종 예술의 원본에 영향을 주었다. 일본 예술에서 바늘 포인트 전통은 이수문에서 시작되어 그의 제자들을 통해 계속되었으며, 이는 아시카가 쇼군이 후원하는 궁정 예술 학교보다 더 자연스러운 예술가 그룹인 소가파로 알려졌다.
조선 왕조는 군사적인 후원 아래 시작되었지만, 고려 양식은 진화하였고 불교 아이콘(대나무, 난초, 매화와 국화, 그리고 익숙한 매듭 무늬)은 여전히 장르 그림의 일부였다. 색상이나 형태에는 실질적인 변화가 없었고, 통치자들은 예술에 관한 칙령을 제정하지 않았다. 명나라의 이상과 수입된 기법은 초기 왕조의 이상화된 작품에서 계속되었다. 초기 왕조의 화가로는 15세기의 화가 안견이 있다.
중기 왕조의 회화 스타일은 점점 사실주의로 나아갔다. '진경'이라고 불리는 국립 풍경화 스타일이 시작되어 이상화된 중국 전통의 일반 풍경에서 특정 위치를 정확히 묘사하는 것으로 옮겨갔다. 비록 사진적이지는 않지만, 이 스타일은 학문적으로 충분히 정립되어 한국 회화의 표준화된 스타일로 지지를 받았다. 중기 왕조의 화가로는 1533년에 태어난 황집중이 있다.
조선 중후기는 한국 회화의 황금기로 간주된다. 이는 명나라의 몰락과 만주 황제의 즉위로 인한 충격, 그리고 한국 예술가들이 민족주의와 한국 고유의 주제를 바탕으로 새로운 예술 모델을 구축해야 했던 시기와 일치한다. 이 시기에 중국의 영향력이 감소하고 한국 예술은 독자적인 길을 걸으며 점점 더 독특해졌다.
조선 후기에 장르 회화와 진경 산수화가 유명해지고 상징적인 작품으로 여겨지는데, 이는 고위직에 있는 사람들뿐만 아니라 그 아래에서 일하는 일반 서민과 여성들까지도 담아내며 한국 사람들의 소박한 현실과 과거를 보여준다. 현대 한국에서는 이러한 그림들이 조선 후기에 번성했던 사회의 따뜻하고 조화로운 모습을 보여주는 기념물로 보존되고 있다. 이러한 그림들은 김홍도(1745 – c. 1810)와 신윤복(1758 – ?)이 만든 걸작으로서, 한국의 상태, 사람들, 역사를 묘사하는 훌륭한 예술 작품으로 홍보되고 있다. 이러한 그림들에 담긴 작업은 한국의 과거를 이해하려는 학문적 관심을 보여주며, 이는 한국 예술이 한국과 그 역사를 연구하는 데 중요한 부분이 되었음을 나타낸다.
일부 현대 연구는 당시의 문화적 및 이념적 배경을 한국 예술가들의 동기와 영감과 연관시키며, 그들의 예술 작품에 투입된 관심이 이러한 그림들의 대중화를 촉진했다고 본다. 여기에는 한국 장르 회화가 과거 한국인들이 중국의 고등 문명을 합법적인 상속자로 대우하기 시작한 후의 자부심과 자신감의 산물이라는 관점이 포함된다. 만주 청나라 치하에서 중국 본토에서 명나라가 몰락하면서, 조선 후기에 예술가들은 조선의 풍경과 사회의 가치를 새롭게 정의하고 재현하려 했다. 또 다른 관점은 당시 학문에 대한 관심의 증가가 조선 시대 예술가들에게 영감과 동기를 제공하여 일상 생활의 장면과 사회적 변화에 대한 새로운 시각을 가지게 했다는 것이다. 조선 예술가들은 실용적인 학문 연구에 많은 시간을 투자했고, 사람들과 그들의 삶을 관찰하고 묘사하려는 결단력이 그들의 예술 작품에 기여했다.

## 화법
화법 또한 두 가지가 있으니 즉 구륵법(鉤勒法)과 몰골법(沒骨法)이다. 구륵은 묘사할 대상의 윤곽을 선으로 그린 후에 색을 칠하는 것이고 몰골은 담묵(淡墨)이나 채색으로 먼저 도포하듯 찍어서 그리고 마르기 전에 농도 있는 먹이나 채색으로 선적 골기(線的 骨氣)를 주는 것이다. 대체적으로 묘법을 구별해 보면 이 두 화법에 속하지 않는 것은 드물다.
화법에 있어서 남화와 북화가 다소 다른 점이 있다. 남화는 중국의 남방에서 포교된 남종선의 영향이 정신적 기조임과 동시에 남방의 기후·풍토 등이 나타난다. 남방의 산세는 온화하여 그림에 취급되는 산야 역시 유연 평온하다. 또 온난한 기후 탓으로 아교를 사용하는 채색법이 부적당하기도 하여 필세(筆勢)와 기운(氣韻)을 중시하는 선염법(渲染法)을 주로 사용한다. 묵과 선이 주가 되고 채색은 담채로서 이를 돕는 정도로 쓰인다.
북화는 북방의 험준한 산악이 그려지는 수가 많으며 천연석채(天然石彩)를 사용하는 색채화가 특징이다. 금벽산수(金碧山水)나 사녀도(仕女圖) 등이 바로 이런 것인데 그렇다고 묵 중심의 북종산수(北宗山水)가 없는 것도 아니다.
한국의 그림 역시 의취(意趣)는 이런 방향으로 이어 내려왔지만 조선 중엽의 겸재 정선이나 혜원 신윤복, 단원 김홍도 등의 우리의 산수·풍속 등을 사생하여 고유한 것을 이루었다. 또 전문적인 그림 공부를 쌓지 않고 그림에 손댄 이들이 많은 데 이것은 민화(民畵)라고 전해지며 그 천진난만한 세계는 한국인의 민족성을 잘 구현하고 있다. 이것도 모필선(毛筆線)으로 된 형태에 색을 칠한 것으로 편화(便化)한 흔적이 많은 장식적 그림들로, 한국인 특유의 것이다.

## 용구
한국화에 쓰이는 용구와 재료는 종이·붓·먹·벼루와 채색이다.
화용지(畵用紙)는 화선지(畵宣紙)가 으뜸이고 화견(畵絹) 그리고 한국의 민화나 그의 고화(古畵)에 쓰인 장지(壯紙) 등이 있다. 북종 색채화에 쓰이는 것은 지본(紙本)이건 비단이건 간에 침윤(浸潤)이 심하지 않은 것이 적당하다. 왜냐하면 아교로 포수(泡水)한 후 채색이나 먹을 사용하기 때문이다. 반대로 남화의 용지는 화선지와 같이 침윤이 양호하며 필획이 선명하게 나타나는 것을 쓴다.
붓은 북화의 도포 위주의 그림에는 화용필로서 크게 가리는 것이 없지만 남문인화(南文人畵)의 경우는 양호장봉필(羊毫長鋒筆)을 택하며 그 운필(運筆)과 필세(筆勢)를 중히 여긴다. 먹도 청(靑)·현(玄)·흑(黑)의 3색이 있으니 화자(畵者)의 선택하는 바가 된다.
벼루는 서예(書藝)에서와 같이 마묵(磨墨)이 곱게 되고 오래도록 마르지 않는 것으로 중국의 단계연(端溪硯)을 친다. 흡연·조하연(桃河硯) 등이 다음가는 것들이다. 한국의 남포연(藍浦硯)이 많이 쓰이지만 연면(硯面)의 봉망(鋒芒)과 수목의 불건도(不乾度)에 있어서 단연(端硯)을 따르지 못한다.
채색은 호분(胡粉)·자토·주(朱)·인지·군청(群靑)·녹청(綠靑)·등황(藤黃) 등 천연 안료를 사용하지만 근래 불변색 인조 안료도 그 수가 많다. 필법은 서와 통하는 것으로, 그 훈련방식은 현완(懸腕)·직필(直筆)·중봉(中鋒)이 기본조건이며, 선의 생명감을 얻는 것을 중요시한다.

## 갤러리

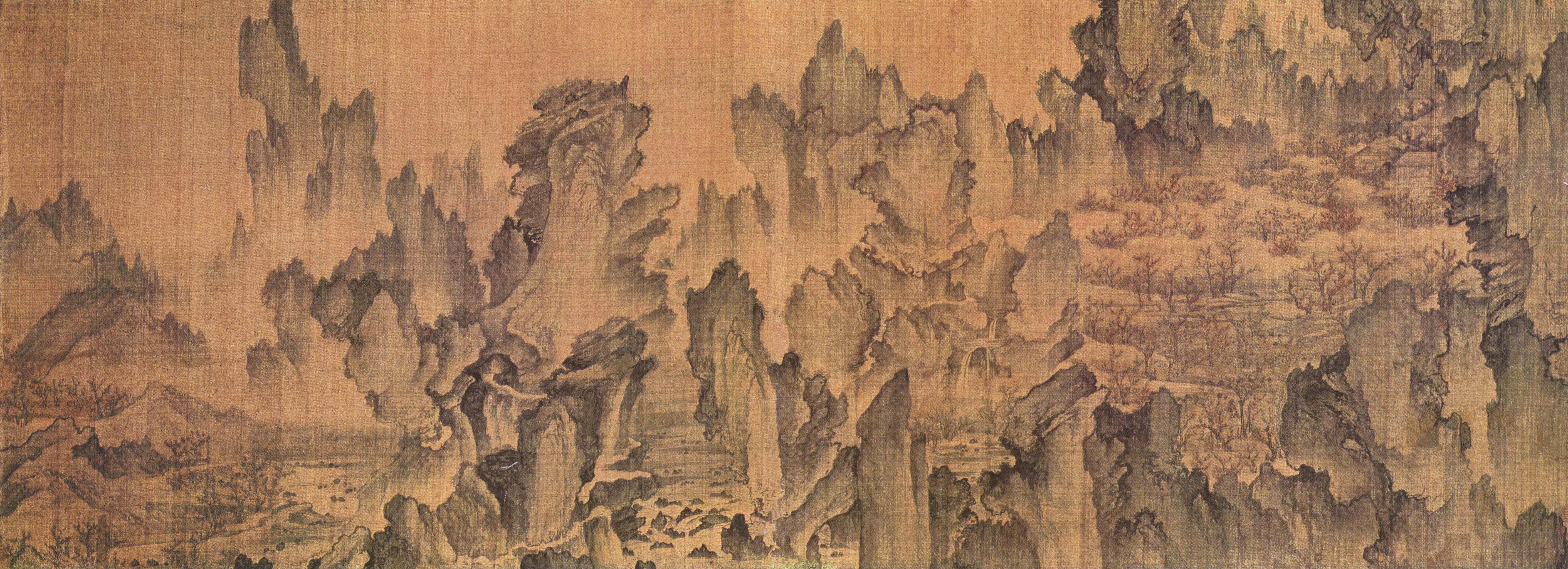
안견, 복숭아꽃나라로 떠나는 꿈의 여행, 1447, 텐리대학교 중앙도서관.
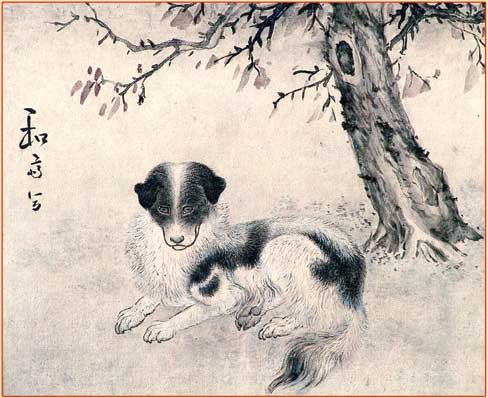
변상벽 (1730–?), 견도. 18세기, 조선 한국.
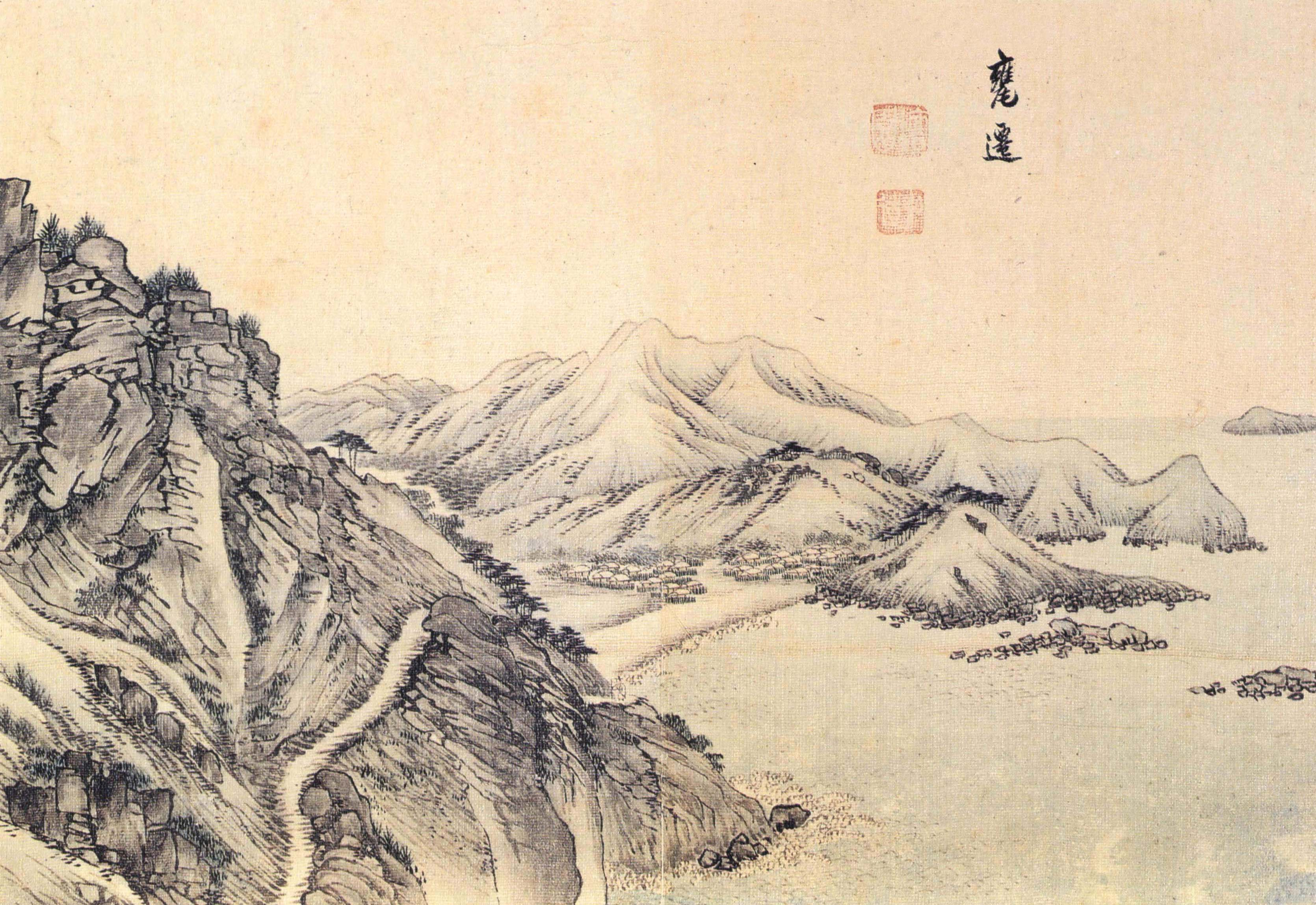
김홍도, 금강산 사구, 1788, 금강산의 풍경.
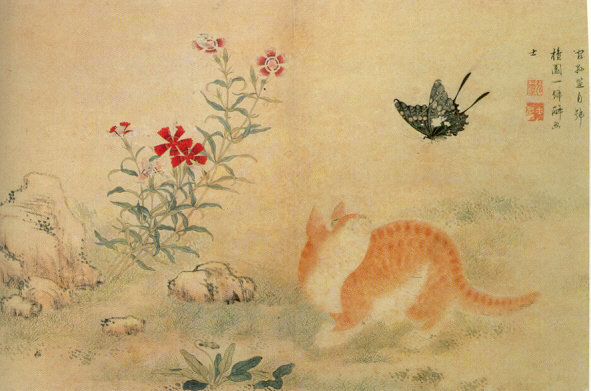
김홍도, 고양이와 나비, 18세기, 간송미술관.
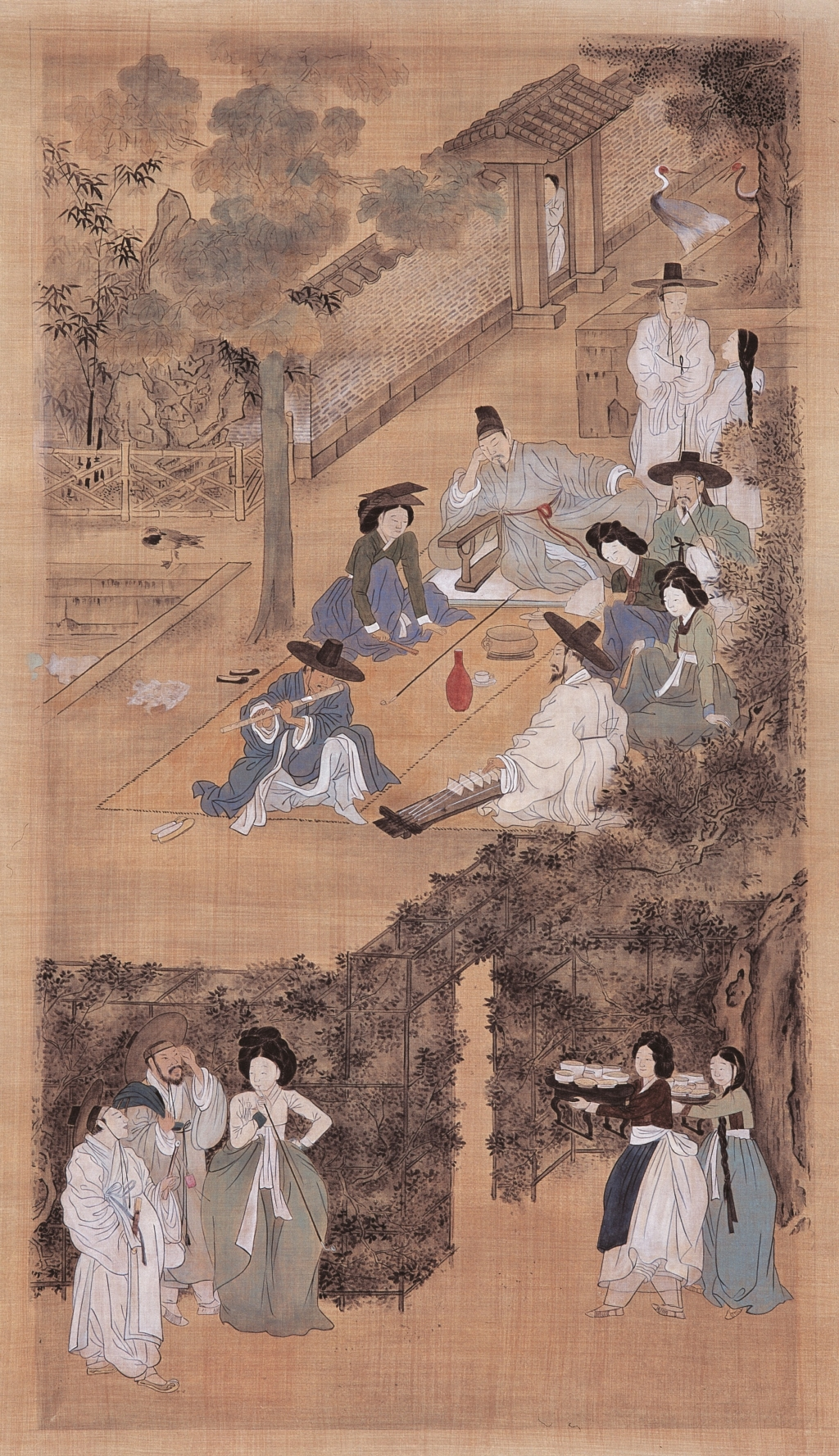
김홍도, 19세기 초
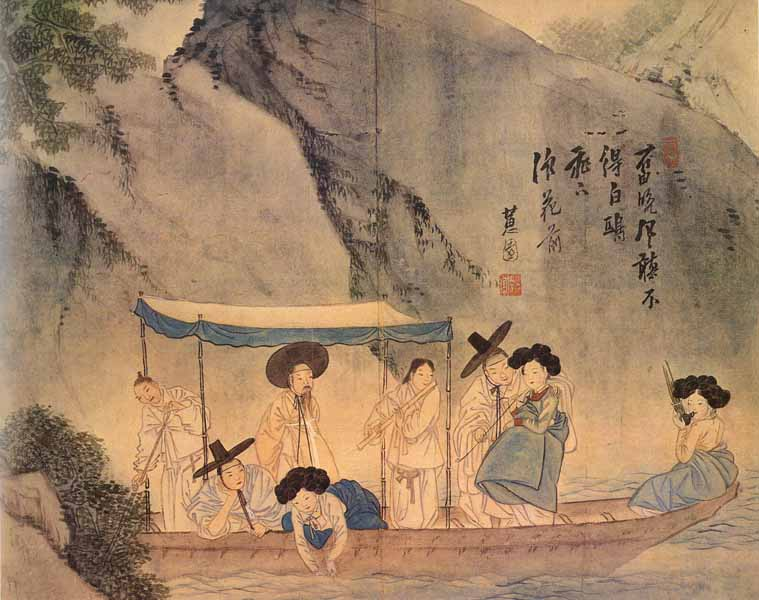
신윤복(1758–?), 배 타는 사람, 1805, 간송미술관.
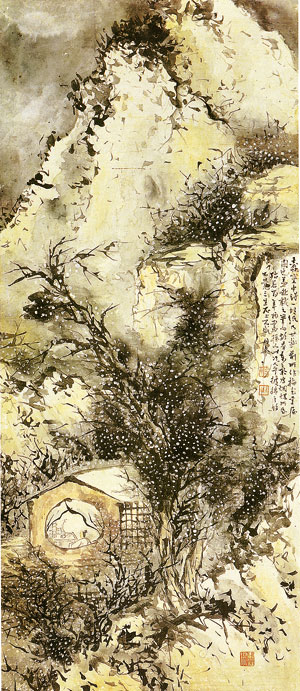
조희룡(1797~1859), 살구나무 사이의 집, 간송미술관.
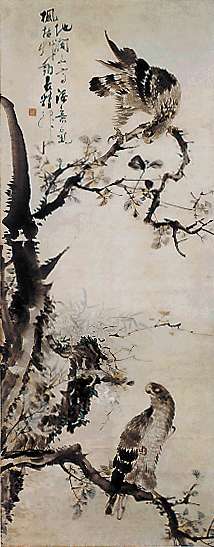
장승업(1843년 ~ 1897년), 호취도
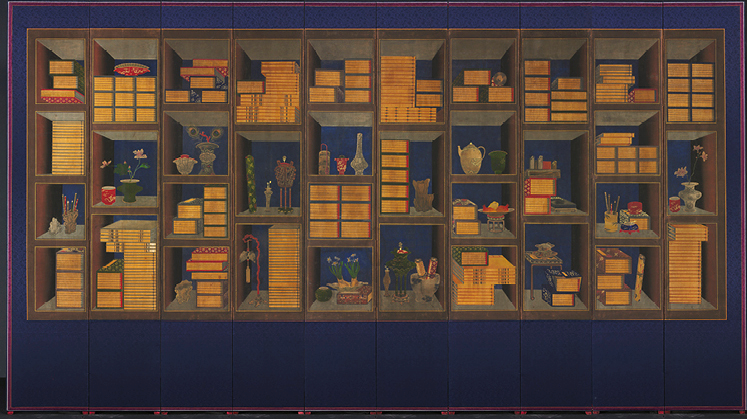
책거리
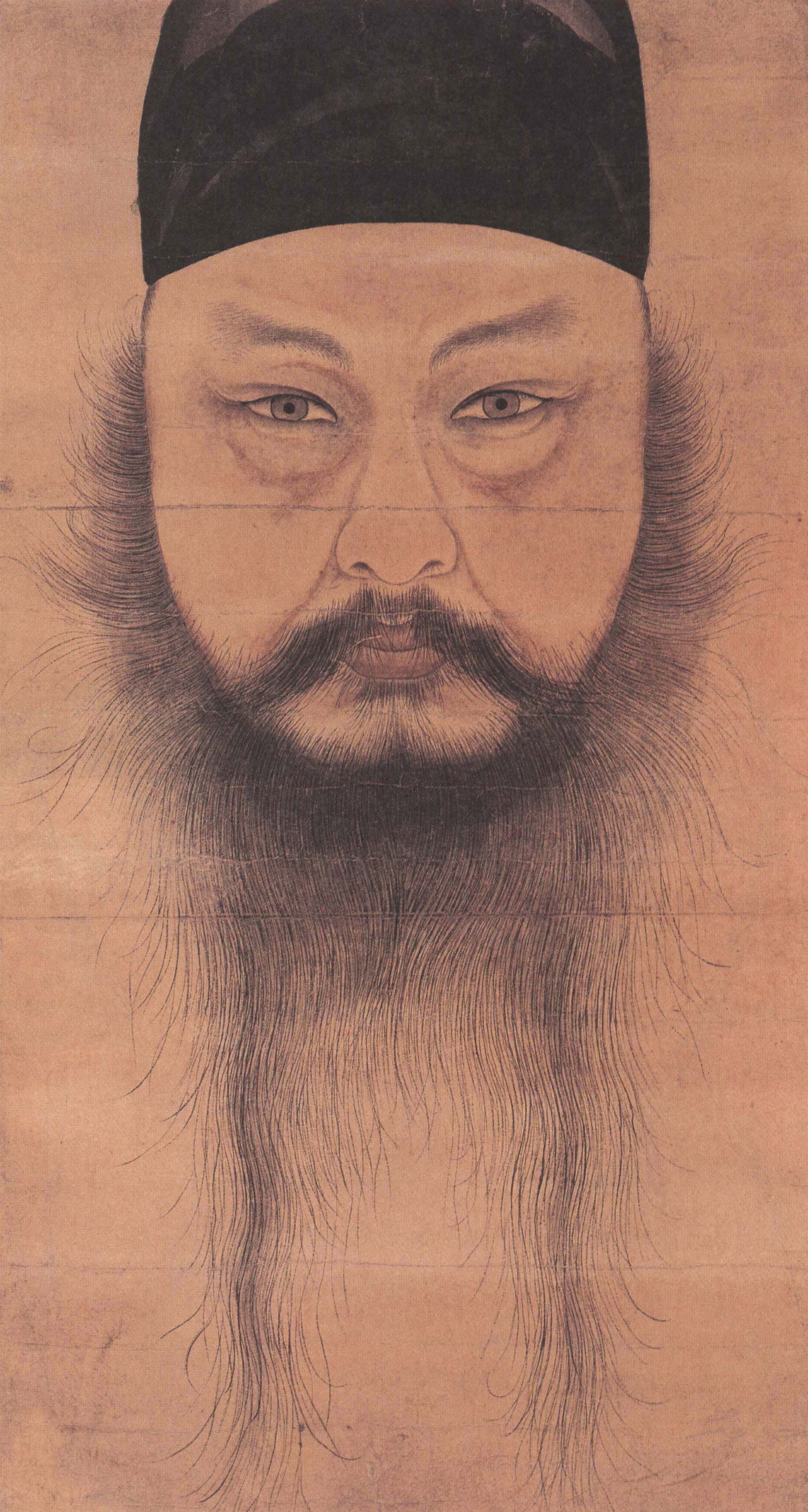
윤두서 자화상, 1710
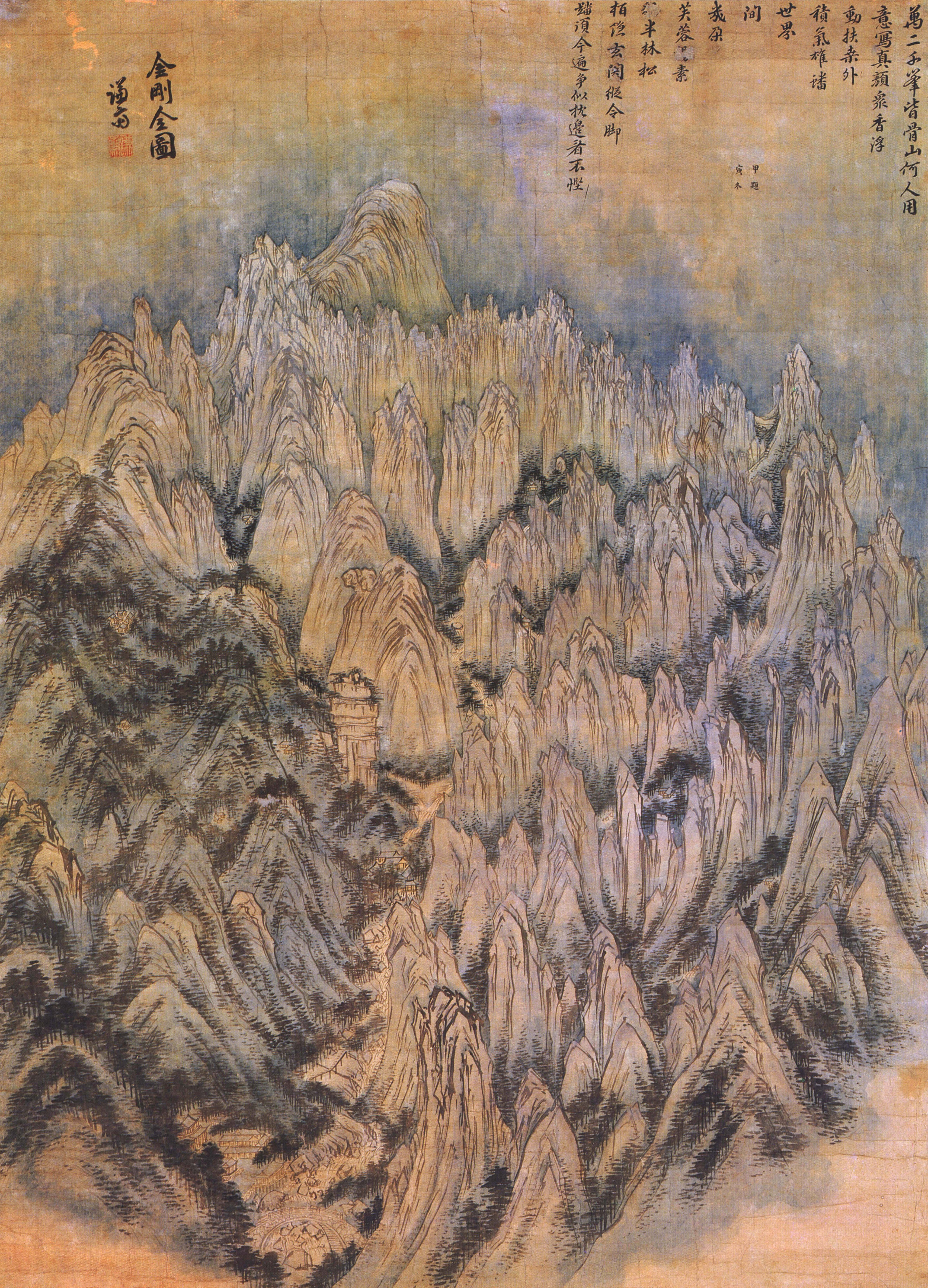
정선의 금강전도, 1734
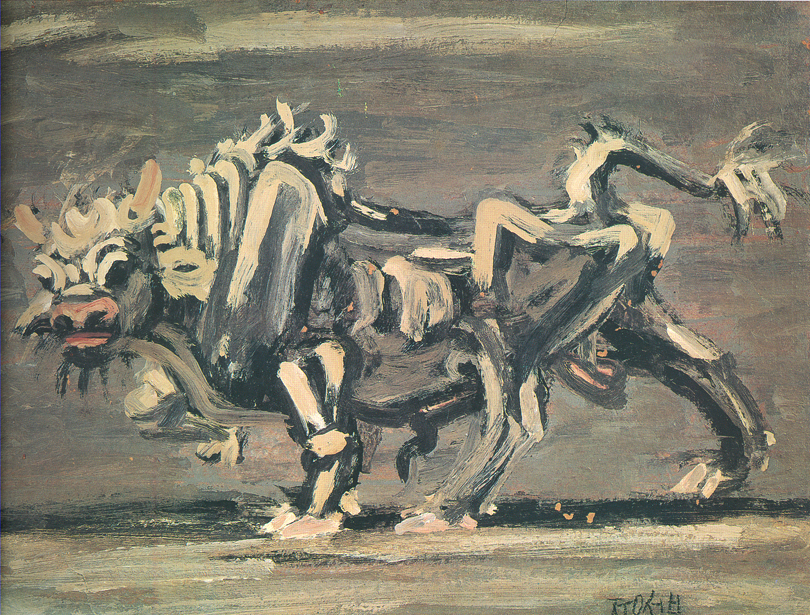
백소, 이정섭, 1954

## 같이 보기
- 한국의 화가 목록